# عصب پشت‌ساقی
عصب پشت‌ساقی یا عصب سورال (انگلیسی: Sural nerve) یا عصب صافن کوتاه، یک عصب حسی در ناحیه ماهیچه پشت ساق پا است. 
این عصب قسمت تحتانی خلف ساق پا و کنار خارجی پا را عصب‌دهی می‌کند.
این عصب شاخه‌های اصلی خود را از عصب درشت‌نی می‌گیرد و بعد از گرفتن شاخه‌هایی از عصب نازک‌نی مشترک (پرونئال مشترک) در کنار سیاهرگ صافن کوچک در خارج زردپی آشیل به پایین آمده و از زیر برآمدگی قوزک خارجی عبور کرده و سطح خارجی پا می‌رود.